# Campagne d'Italie (Seconde Guerre mondiale)
Pour les articles homonymes, voir Campagne d'Italie.
Seconde Guerre mondiale
Batailles
Invasion de la Sicile
- Lampedusa
- Corkscrew
- Mincemeat
- Barclay
- Animals
- Chestnut
- Narcissus
- Fustian
- Ladbroke
- Gela
- Troina
- Centuripe

Invasion de l'Italie
- Baytown
- Avalanche
- Rome
- Slapstick
- Armistice de Cassibile
- Achse
- Naples
- Bombardement du Vatican
- Ligne Volturno
- Libération de la Corse
- Ligne Barbara
- Bombardement de Bari

Ligne Gustave
- Ligne Bernhardt
- Raincoat
- San Pietro Infine
- Rivière Moro
- Ortona
- Rivière Rapido
- Monte Cassino
- Shingle
- Cisterna
- Diadem
- Strangle
- Ligne Trasimene
- Libération de Rome
- Ancône
- Brassard

Ligne gothique
- Rimini
- Saint-Marin
- Gemmano
- Montecieco
- Monte Castello
- Garfagnana

Offensive du printemps 1945
- Tombola
- Bowler
- Roast
- Bologne
- Argenta Gap
- Herring
- Collecchio

Guerre civile italienne
La campagne d'Italie, appelée aussi libération de l'Italie,,, est une campagne militaire de la Seconde Guerre mondiale ayant duré de juillet 1943 à mai 1945. Cette campagne est née d'un compromis entre les Alliés à la conférence de Casablanca en janvier 1943. À ce moment du conflit, la victoire en Afrique du Nord étant acquise, la suite logique était la conquête de l'Europe du Sud afin de libérer définitivement les routes maritimes en Méditerranée.
Churchill pensait que les Balkans, en tant que « ventre mou de l'Axe », constituaient un objectif idéal. Franklin Delano Roosevelt était quant à lui en faveur d'une attaque de front, c'est-à-dire par la voie la plus courte, en traversant la Manche au départ du Royaume-Uni, pour atteindre le cœur de l'Allemagne via le nord-ouest de la France. Finalement, Churchill réussit à convaincre le président américain de lancer une attaque en Italie pour l'été 1943.
À la suite de l'opération Overlord du 6 juin 1944, la campagne d'Italie devient un théâtre d'opérations secondaire en Europe de l'Ouest. Elle se solde par la victoire des troupes alliées et la capitulation des forces allemandes le 2 mai 1945. Cette campagne a contribué à l'épuisement des forces de l'Axe même si sa durée a été plus longue que prévu, à cause de l'efficacité avec laquelle celles-ci ont fait retraite.

## Prémices de la campagne
La campagne débuta le 10 juin 1943 par l'invasion de l'île de Pantelleria, située entre la Sicile et la Tunisie. Les installations radar et l'aérodrome de l'île étaient alors perçus comme une menace réelle sur le débarquement en Sicile.
L'opération fut un véritable succès et les autres îles (Linosa et Lampedusa) situées dans le canal de Sicile furent prises par les Alliés dans les jours qui suivirent, après de brefs combats.

## Conquête de la Sicile
La préparation de l'invasion de la Sicile (opération Husky) commença en février 1943. Le XVe groupe d'armée sous les ordres du général britannique Alexander serait constitué de la VIIe armée américaine (général Patton) et de la VIIIe armée britannique (général Montgomery). L'amiral Andrew Cunningham et le général Arthur Tedder seraient respectivement les commandants des forces navales et aériennes associées.
L'opération Ladbroke eut lieu la nuit entre le 9 et le 10 juillet 1943, son but était d'aéroporter des soldats pour contrôler les ponts reliant la ville de Syracuse à l'île d'Ortygie, pour ouvrir la ville aux soldats alliés qui devaient débarquer sur les plages voisines.
L'opération amphibie eut lieu le 10 juillet sur la pointe sud-est de l'île. Huit divisions débarquèrent le premier jour sans rencontrer de véritable résistance de la part des forces de l'Axe. En effet, une tempête ayant fait rage dans la nuit précédant l'assaut, les Italiens avaient relâché leur surveillance côtière.
Montgomery comptait s'emparer rapidement de Messine pour empêcher l'arrivée des renforts en provenance de la pointe de la botte italienne. Il fut bloqué dans la plaine de Catane, tandis que Patton progressait rapidement vers l'ouest de l'île. Palerme fut prise le 22 juillet après de sanglants combats.
Dès la fin juillet, la plupart des Italiens s'étaient rendus. La garnison allemande, prise entre les deux feux de l'armée US à l'ouest et de l'armée britannique au sud, évacua rapidement la Sicile par le détroit de Messine. L'île fut conquise après 38 jours de campagne et Patton entra dans Messine le 17 août pour se trouver au bord du détroit.

## Chute de Mussolini
Entre-temps, Benito Mussolini avait été mis en minorité le 24 juillet 1943 lors de la réunion extraordinaire du Grand Conseil fasciste et incarcéré par le roi Victor-Emmanuel III. Le maréchal Badoglio en formant un nouveau gouvernement, déclara son intention de continuer la guerre. En fait, il cherchait déjà à trouver un moyen de sortir l'Italie du conflit.
Des négociations furent entamées avec les Alliés concernant l'annonce d'une reddition coïncidant avec une importante attaque alliée sur le sol italien.
Pendant ce temps, à la fin du mois d'août 1943, lors de la conférence de Québec, les Américains donnèrent leur accord à un débarquement en Italie à la condition que leurs alliés accordent la priorité à l'opération Overlord en Normandie. La suite de la campagne d'Italie se ferait ainsi avec des effectifs diminués.

## Invasion de l'Italie et reddition italienne

Évolution territoriale de la République sociale italienne.

Le 3 septembre 1943, Montgomery franchit discrètement le détroit entre Messine et Reggio de Calabre, puis ses troupes commencèrent à avancer à travers les montagnes de la pointe de la botte.
Le 8 septembre, à la suite des négociations entre le gouvernement italien et les Alliés, Eisenhower et Badoglio annoncèrent presque simultanément la signature d'un armistice. En réaction, les Allemands prirent rapidement le contrôle de la situation en Italie et se préparèrent à arrêter la progression alliée au sud du Latium.
À la suite de l'accord avec Badoglio, la Ve armée américaine du général Mark Clark (qui avait remplacé la VIIe armée de Patton) débarqua à Salerne les 8 et 9 septembre (opération Avalanche). Les troupes qui ne s'attendaient qu'à une résistance modérée furent surprises par la réaction énergique du maréchal Kesselring. Pendant huit jours, les forces alliées restèrent clouées sur leurs têtes de pont et la situation ne fut consolidée que grâce à l'artillerie navale de la flotte.
Dans le même temps eut lieu l'opération Slapstick : le 9 septembre, la flotte de l'amiral Cunningham débarqua directement la première division aéroportée britannique dans le port de Tarente.
Le 12 septembre, Mussolini, placé en résidence surveillée dans un hôtel des Abruzzes, était libéré sur ordre d'Adolf Hitler, lors d'une opération commando réalisée par les hommes d'Otto Skorzeny.
Un mois plus tard, le 13 octobre, l’Italie déclare la guerre à l’Allemagne.

## Percée des lignes Volturno et Barbara
Ces 2 lignes de défense avaient été conçues pour ralentir les alliés pendant que les Allemands construisaient la principale ligne de défense, la ligne Gustave.
La ligne Volturno fut percée fin octobre, et la ligne Barbara le fut  le 9 novembre 1943, après avoir joué leur rôle de ralentisseurs.

## Bataille de Monte Cassino
À la conférence de Téhéran (28 novembre - 1er décembre 1943), les Alliés décidèrent que seules des actions d'importance modeste seraient entreprises en Italie. L'essentiel de l'effort sur le front Ouest devait se porter sur le débarquement en Normandie au printemps 1944.
Hitler remplaça Rommel par Kesselring en tant que commandant en chef des forces du sud-ouest de l'Europe. Il allait résister de longs mois le long de la ligne Gustave, dont la clé de voûte était le mont Cassin.
Churchill plaida auprès d'Eisenhower pour le bien-fondé d'un nouveau débarquement allié au nord de la Ligne Gustave. Ce dernier finit par accepter un débarquement à Anzio le 22 janvier 1944. Le débarquement s'effectue si facilement que le général américain Lucas, commandant les troupes débarquées, craignant un piège, ne poursuit pas son attaque et préfère renforcer ses positions ce qui donne le temps à Kesselring, d'abord surpris, de réagir. Il installe de l'artillerie lourde sur les montagnes dominant la plaine où ont débarqué les Alliés et les écrase sous son tir. "Tête de pont, tête de mort" déclare Kesselring.
Alexander ramena l'essentiel des forces dont il disposait au printemps sur l'ouest de la ligne Gustave, et après avoir persuadé Kesselring qu'il préparait un nouveau débarquement à Civitavecchia, il adopta le plan présenté par le général français Alphonse Juin qui consistait à déborder par la gauche la position du mont Cassin sur laquelle les Alliés butaient depuis cinq mois ; cette offensive fut menée avec 13 divisions le 11 mai.
Le 17 mai, le mont Cassin, débordé sur sa droite par les Polonais du 2e corps et pris à revers, était évacué et la prise des villes de Pontecorvo et Pico sur la ligne Hitler ouvrait la route de Rome. Le 23 mai, la tête de pont sur Anzio obtenait la rupture. Les armées allemandes étaient en cours d'encerclement, mais le général américain Clark préféra libérer Rome le 4 juin.
Les armées allemandes avaient eu le temps de se replier jusque sur la Ligne gothique, une autre ligne de défense sur les Apennins. Kesselring put se réorganiser d'autant plus qu'un certain nombre de divisions alliées furent prélevées du front italien pour participer à l'opération Anvil, le débarquement en Provence. Kesselring recevait ainsi huit nouvelles divisions.
Le général Oliver Leese au général Anders après la victoire des Polonais :

« (…) Je tiens à vous dire que la prise du Mont Cassin est l’œuvre exclusive des Polonais. Je me réjouis que vous soyez ici en ce jour – qui est pour la Pologne un grand jour historique – de la prise du couvent du Mont Cassin par les soldats du 2e corps polonais.
(…) Avant votre départ, mon général, je tiens beaucoup à vous envoyer mes compliments personnels, à vous et à tout le corps polonais pour ce que vous avez accompli de splendide au cours de cette bataille et, en particulier, lors de la prise de la montagne du Couvent. Cette réalisation magnifique, j’en suis certain, passera à l’Histoire comme l’œuvre puissante des armes polonaises et sera enregistrée dans notre propre histoire militaire comme une des plus importantes victoires de la 8e armée (…)
(…) Vous sentez cependant comme moi, j’en suis sûr, qu’au cours de ces durs combats, hommage doit être rendu non seulement aux généraux mais, avant tout, aux troupes combattantes. J’ai été frappé d’étonnement par la valeur que les soldats polonais ont déployée pendant ces terribles combats, par la façon merveilleuse avec laquelle ils supportaient le feu intense des mortiers et des canons ainsi que par l’acharnement de leurs contre-attaques (...) »

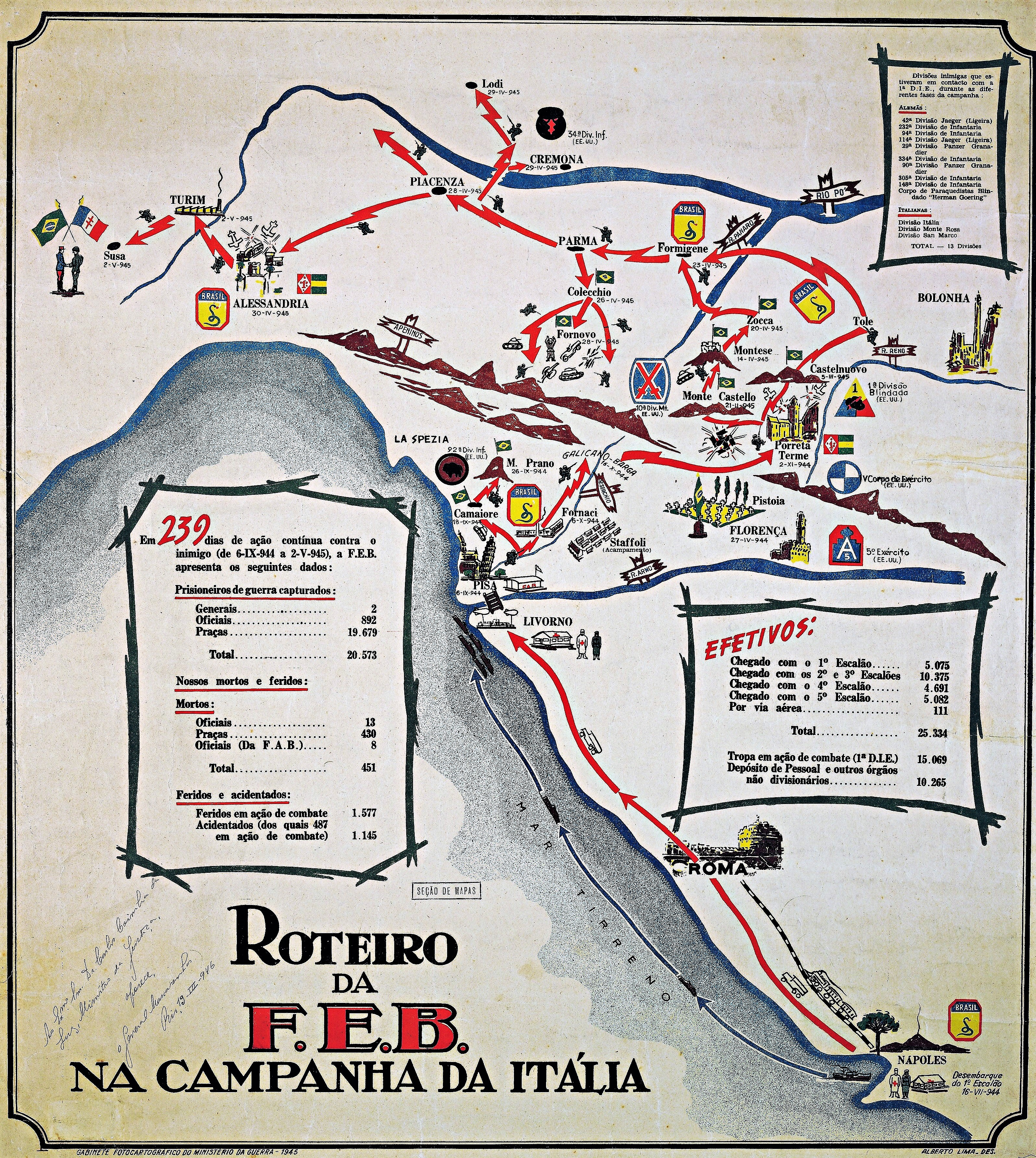
Carte des actions brésiliennes et des alliés dans le nord de l'Italie, 1944-1945. Archives nationales du Brésil.

## Conquête du Nord de l’Italie
Les Alliés tentèrent de forcer la ligne Gothique par une nouvelle attaque le 25 août 1944. Rapidement les défenses orientales furent balayées, mais Kesselring réussit à ramener rapidement des renforts et à bloquer l'avance de la VIIIe armée, à présent dirigée par le général Oliver Leese.
Une nouvelle attaque le 8 septembre permit d'atteindre la plaine de la Romagne. Les Alliés se retrouvèrent alors devant un labyrinthe de cours d'eau endigués, où chaque digue était formidablement défendue. Les pluies à partir du 20 septembre brisèrent net leur élan jusqu'au printemps suivant.
Ce n'est que le 9 avril 1945 qu'une nouvelle action d'envergure fut lancée. Les Polonais du deuxième corps, flanqués de la 5e Armée US et du 5e corps britannique, prennent la ville de Bologne. Le 25 avril, les Ve et VIIIe armées avaient franchi le Pô. Le 2 mai 1945, les Allemands signaient à Caserte leur capitulation sans condition.

## Composition du corps expéditionnaire français
En Italie, de novembre 1943 à juillet 1944, sous les ordres du général Juin, le corps expéditionnaire français avait un effectif global de 125 000 hommes dont 54 % de musulmans nord-africains :
- la 3e division d'infanterie algérienne (3e DIA)
- la 2e Division d’infanterie marocaine (2e DIM)
- la 4e division marocaine de montagne (4e DMM)
- la 1re Division motorisée d’infanterie
- les Tabors marocains

La 4e division marocaine de montagne comptait 615 officiers et 1 668 sous-officiers français pour huit officiers et 500 sous-officiers marocains.

## Au cinéma
- La ciociara (1960), film franco-italien réalisé par Vittorio De Sica, d'après le roman éponyme d'Alberto Moravia.
- En avant la musique (film, 1962), film franco-italien avec Fernandel et Gino Cervi.
- La Bataille de Naples (Le quattro giornate di Napoli) (1962) est un film dramatique italien, réalisé par Nanni Loy.